# Phương pháp Hướng đạo
Phương pháp Hướng đạo là một phương pháp giáo dục không chính thức được Hướng đạo sử dụng để đạt được mục tiêu của mình. Người sáng lập ra phong trào Hướng đạo, Robert Baden-Powell đã nêu ra mục tiêu này là Hướng đạo sinh sẽ trở nên "những công dân khỏe mạnh, vui vẻ và giúp ích".
Phương pháp là mục tiêu cao hơn của Hướng đạo vì vậy bắt buộc. Tuy nhiên các huynh trưởng địa phương phải tự xem xét cách để áp dụng phương pháp một cách thành công trong đoàn thể đặc biệt của mình. Bằng việc phân quyền, huynh trưởng sẽ được rảnh tay hơn. Các nguyên lý của phương pháp là một điểm để nhắm tới vì vậy không đặt nặng vấn đề là thật sự có đạt được lý tưởng cao nhất hay không nhưng miễn sao chỉ cần cao là được. Mặc dù phương pháp Hướng đạo ngày nay được áp dụng ngang bằng nhau cho nam và nữ Hướng đạo, chúng ta phải ý thức rằng nguyên lý ban đầu của nó được tạo ra là để áp dụng cho nam trong lứa tuổi Thiếu sinh Hướng đạo.
Điều kiện đầu tiên cho Hướng đạo là một trò chơi hấp dẫn, nhưng tiềm ẩn trong trò chơi này phải là một mục đích giáo dục. Trò chơi phải gây hào hứng, nhưng đồng thời lúc đó một Hướng đạo sinh phải học tập từ trò chơi. Trò chơi Hướng đạo có thể được huynh trưởng địa phương thay đổi sao mà mình cảm thấy là hấp dẫn trong đoàn thể của mình trong thời gian nào đó Không nên có thuyết giảng..
Tổ chức Phong trào Hướng đạo Thế giới (WOSM) chia phương pháp thành nhiều nhóm:

## Luật và Lời hứa
- Luật Hướng đạo là một bộ luật cá nhân sống động, hướng dẫn cách mà mỗi thành viên Hướng đạo sống cuộc sống của mình. Đây không phải là một sự kiềm chế lỗi lầm, vì vậy không được viết ra như một danh sách gồm những điều không nên làm. Nó chỉ nêu lên những điều gì là tốt và đang được trông đợi ở một Hướng đạo sinh.[3] Luật Hướng đạo vì thế là trái tim của phương pháp Hướng đạo. Cùng với Lời hứa Hướng đạo, một Hướng đạo sinh tuyên hứa làm hết sức mình để tuân theo Luật Hướng đạo và lời hứa có nói đến những nguyên lý chính:[3]
  - Làm bổn phận đối với Thượng đế (một đấng quyền năng cao hơn, không phải chỉ là Thượng đế của Cơ Đốc nhân)
  - Bổn phận đối mọi người
  - Bổn phận đối với bản thân
- Điều cấm. Hướng đạo không cấm một thói hư tật xấu, nhưng thay vì vậy cho phép một sự thay thế khác tốt hơn và hứng thú hơn thâm nhập sự chú ý của Hướng đạo sinh và dần dần dẫn dắt Hướng đạo sinh quên đi thói hư tật xấu[[2] 31]. Lý do là cấm kị thường thường mời gọi sự thoái thác, lẩn tránh vì nó thách đố tinh thần vốn thấm sâu trong người mỗi cậu bé nóng tính. Con trai không thể bị kiềm chế bằng những ĐIỀU KHÔNG NÊN, nhưng có thể được dẫn dắt bằng những ĐIỀU NÊN LÀM"[3].
- Tính chất tinh thần. Một Hướng đạo sinh nên có tâm linh nhưng Hướng đạo mở rộng cho tất cả mọi tôn giáo. Hướng đạo giao tiếp với các tôn giáo theo cách thực tiễn: qua nghiên cứu tự nhiên để thấy Thượng đế là gì, và giúp đỡ người khác như là những gì mà Thượng đế mong muốn. Theo Baden-Powell, đây là một phần của các tôn giáo. Hướng đạo làm thế qua giáo dục bằng các kỹ thuật cứu người nhưng cũng qua khẩu hiệu mỗi ngày làm một chuyện tốt. Ngày nay, tại một vài quốc gia, Hướng đạo không cần có bổn phận đối với một tôn giáo nữa miễn sao Hướng đạo sinh tuân theo Luật và Lời hứa Hướng đạo.
- Làm điều tốt. Làm điều tốt là một yếu tố chính trong luật và lời hứa vì đó là bổn phận đối với người khác mà theo Baden-Powell là bổn phận chính mà Chúa kêu gọi. Làm điều tốt sẽ đem hạnh phúc đến chính mình, đó chính là bổn phận đối với bản thân. Ý nghĩa của nó thì không to tát lắm, nó có thể rất nhỏ nhoi nhưng dạy cho Hướng đạo sinh luôn luôn để ý và nhận định xem mình có thể giúp được người khác hay không[[2] 36, 64, 65].

## Học bằng cách thực hành
- Trò chơi Hướng đạo thì đầy ắp những hành động thực tiễn. Trước tiên là vì nó gây cho Hướng đạo sinh thích thú, và thứ hai là vì chỉ trong thực hành với chính nó thì Hướng đạo sinh mới tích lũy được những kinh nghiệm là làm thế nào mà ý tưởng này đạt hiệu quả. Mặc dù Baden-Powel nhấn mạnh vào công việc thực tiễn và vào chính Hướng đạo sinh tự học hỏi, ông không loại bỏ nhu cầu hướng dẫn từ huynh trưởng và bằng sách. Thành ngữ "học bằng cách thực hành" ngày nay được dùng nhiều trong Hướng đạo.

## Hệ thống hàng đội
- Hệ thống hàng đội, cá nhân trong một nhóm (Hướng đạo Việt Nam gọi là "phương pháp hàng đội"). Hướng đạo được tổ chức thành những nhóm nhỏ (khoảng 5-7 Hướng đạo sinh) vì đây là cách tự nhiên mà các cậu bé làm việc với nhau[[2] 18]. Những hàng đội này vì thế quan trọng hơn là đơn vị đoàn. Các hàng đội cần phải giữ nguyên thể trong mọi tình huống, có nghĩa là trong lúc làm việc, dựng lều, học tập, nấu ăn và tồn tại cùng chung với nhau[[2] 49]. Trong một hàng đội, các Hướng đạo sinh học làm việc với nhau trong lúc đội trưởng học trách nhiệm đối với mọi người. Cả hai phải nhượng bộ một phần sở thích cá nhân của mình vì điều này[[2] 24]. Hơn nữa Hướng đạo giao tiếp với cá nhân chớ không phải là một tập thể[[2] 21, 15]. Một Hướng đạo sinh có đặc tính riêng của mình trong nhóm và học hỏi như một cá nhân. Những ngành nhỏ tuổi hơn như Nhi sinh và Ấu sinh Hướng đạo cũng được chia thành các "đàn". Trong lúc một đàn của Nhi sinh không có cơ cấu lãnh đạo trong đàn, các đàn Ấu sinh có một đàn trưởng nhất và một đàn trưởng nhì.
- Hội đồng Minh nghĩa. Các hàng đội Hướng đạo bị chi phối trước một Hội đồng Minh nghĩa được lập nên gồm các đội trưởng với sự cố vấn của các huynh trưởng Hướng đạo[2]. Đây là một hệ thống ngang vai (peer system) mà các Hướng đạo sinh cùng thảo luận về các cách cư xử hay thái độ của nhau và cũng là một phần trong tự trị.

## Cơ cấu tượng trưng
- Tưởng tượng. Hướng đạo tận dụng sự tưởng tượng của người Hướng đạo sinh vốn thích giả trò như đang sống trong thế giới ảo của những người thám hiểm, thí dụ như những người sống trong rừng xa xôi hẻo lánh, các nhà tiên phong khai phá, những thủy thủ và phi công[[2] 21]. Đây là một thế giới không đáng sợ, nếu nghĩ một cách nghiêm túc, như một người đọc một cuốn sách hay một người xem một bộ phim và tự mình giả trò rằng những gì mình đang đọc hoặc thấy là thật trong cùng lúc đó biết nó là không thật. Hướng đạo sinh nhận ra một số lượng nhiều các anh hùng của mình qua tưởng tượng. Với kinh nghiệm của mình như một diễn viên tài tử được nhiều người biết đến, Baden-Powell đem vào trong Hướng đạo một môi trường hơi khác lạ, không đáng sợ và có kịch tính bằng những từ ngữ có ý nghĩa lạ, những lời hô hào, các bài hát và những tục lệ. Trong bản chất, đồng phục chung cũng là một phần của kịch trường này.
- Nghi thức. Hướng đạo có một số các nghi thức. Nó đã được tạo ra ngắn gọn, đơn giản và hấp dẫn đối với giới trẻ, nhưng nằm trong nền tảng giá trị biểu tượng. Thí dụ, ấu sinh la lên trong nghi lễ khai mạc: "We DOB, DOB, DOB" là tiếng hô la rất vui đối với ấu sinh nhưng đồng thời đó chính là các từ nói tắt của "we Do Our Best" (Chúng tôi xin làm hết sức mình)

## Tiến triển cá nhân
- Tự tin. Robert Baden-Powell muốn một Hướng đạo sinh học cách tự mình quyết định cho bản thân mình mà không phải chỉ đơn thuần theo hướng dẫn của đồng đội và huynh trưởng của mình như là một con cừu. Điều này sẽ giúp cậu ta thành một người đàn ông. Baden-Powell viết rằng một cách tượng trưng thì một Hướng đạo sinh nên chống chèo xuồng của chính mình. Không phải trong một chiếc xuồng chèo mà lưng của cậu ta quay về phía xuồng đang đi, được những người khác chèo chống và ai đó đang cầm lái nhưng cậu ta phải một mình trong một chiếc xuồng: đối diện với tương lai, tự mình chèo chống và cầm lái[5]. Hướng đạo dạy tự tin bằng cách đưa Hướng đạo sinh vào trong một môi trường có chút mạo hiểm, thử thách mà không có sự giúp sức của người khác bên cạnh. Vì thế (trong cùng lúc nó hấp dẫn), chương trình dựa vào một cuộc sống ngoài trời phiêu lưu, mang tính người lớn. "Công việc của một người đàn ông được chia ra vừa khổ cho một cậu bé"[[2] 32, 15].
- Tự quản. Giao phó trách nhiệm cho Hướng đạo sinh là yếu tố chủ chốt của phương pháp Hướng đạo: "trông cậu ta thi hành nhiệm vụ của mình một cách trung thực. Đừng tiếp tục xem chừng cậu ta làm thế nào. Hãy để cậu làm theo cách của cậu ta. Hãy để cho cậu ta vấp ngã nếu cần thiết nhưng trong mọi tình huống hãy để cho cậu ta một mình." Hàng đội vì vậy gần như độc lập trong khi đoàn được các đội trưởng trong hội đồng đội trưởng và Hội đồng Minh nghĩa điều hành[[2] 24, 32].
- Tự học. Giáo dục trong Hướng đạo nên tạo cơ hội cho một Hướng đạo sinh những tham vọng và khát vọng tự học hỏi, chúng có giá trị hơn là chỉ từ những hướng dẫn của các huynh trưởng. Điều này có thể thực hiện được bằng cách đề nghị Hướng đạo sinh đó bắt lấy những hoạt động mà hấp dẫn riêng cho cậu ta. Những điều này có thể được chọn ra từ trong sách Hướng đạo cho nam[[2] 16, 60].
- Hệ thống phù hiệu hay Bảng theo dõi Tiến triển Cá nhân. Nó dựa vào hai yếu tố bổ sung:
  - Chuyên hiệu (Bằng chuyên môn) có ý là khuyến khích Hướng đạo sinh học hỏi một đề tài mà có thể là công việc hay sở thích của cậu ta, vì vậy bao gồm nhiều loại hoạt động, không phải luôn luôn có liên quan đến trò chơi Hướng đạo.
  - Các phù hiệu Đẳng cấp (nói tắt là cấp hiệu hay đẳng hiệu) và Hệ thống Tiến triển:
    - Các phù hiệu Đẳng cấp là các giai đoạn thành công mà Hướng đạo sinh học các kỹ thuật cần thiết cho trò chơi Hướng đạo. Thử nghiệm quan trọng cuối cùng (đệ nhứt đẳng cấp) cho ngành Thiếu nam và nữ là tự hoạch định một chuyến du hành để chứng minh sự độc lập của cậu ta hay cô ta.
    - Hệ thống Tiến triển Cá nhân vừa mới được Tổ chức Phong trào Hướng đạo Thế giới giới thiệu như một sự thay thế cho các phù hiệu đẳng cấp. Chúng biểu trưng cho các giai đoạn thành công mà giới trẻ cần vượt qua để đạt được mục tiêu giáo dục trong mỗi ngành tuổi. Nó đặt nhiều trọng tâm hơn vào các mục tiêu cá nhân về phát triển đức tính, tâm linh, xã hội, cảm xúc, trí tuệ và thân thể[6].

Các phù hiệu đẳng cấp không phải là mục tiêu cuối cùng nhưng là một bước đầu tiên mang đến sự cổ vũ khuyến khích cho một Hướng đạo sinh.[ 56-57] Hướng đạo sinh nên tự mình quyết định tiến bước vì mình thích vậy mà không cần những tiêu chuẩn nữa. Hướng đạo không nên là một tiêu chuẩn cao của tri thức.[ 331] Tuy nhiên, đến đây thì phương pháp cũng đã tới hạn. Bằng cách nâng cao các tiêu chuẩn, các phù hiệu thành thạo trở thành phù hiệu "chuyên môn" và các phù hiệu đẳng cấp trở nên cuối cùng hoặc như tại Mỹ, các đẳng cấp phụ được xây dựng trên các phù hiệu đẳng cấp.
- Không tranh đua. Giáo dục trong Hướng đạo là không tranh đua bởi vì Hướng đạo sinh nên học hỏi, vì họ thích đề tài đó, chứ không phải là để tranh đua và muốn hơn thua với người khác[[2] 28].
- Cá nhân. Giáo dục trong Hướng đạo thiên về cá nhân vì mọi Hướng đạo sinh phải có cảm hứng để học tập, thậm chí là những ai vụng về. Mục tiêu không phải chất lượng của toàn đoàn thể mà là Hướng đạo sinh nên tập trung tiếp thu theo cấp độ của chính mình. Các phù hiệu biểu hiện không chỉ một vài chất lượng hiểu biết hoặc kỹ năng nào đó như "tổng số nỗ lực mà Hướng đạo sinh đặt vào công việc của mình." Các tiêu chuẩn vì thế không dễ gì mà định nghĩa cho đúng như mục đích[[2] 28].

## Thiên nhiên
- Thiên nhiên như trường học. Trò chơi Hướng đạo đa số xảy ra trong thiên nhiên vì đây là môi trường phiêu lưu có thử thách mà Hướng đạo sinh muốn chinh phục. Theo cách như thế, Hướng đạo sinh và hàng đội của mình học cách vượt qua khó khăn, học tự mình quyết định.
- Thượng đế trong thiên nhiên. Theo Baden-Powell, Hướng đạo sinh có thể tìm gặp Thượng đế trong thiên nhiên khi cậu ta nhận biết sự đa dạng và vẻ đẹp của thiên nhiên.
- Yêu thiên nhiên. Mặc dù Hướng đạo sinh thích thiên nhiên như là một nơi để phiêu lưu, muốn cắt một cái cây nhưng rồi lại muốn bảo tồn nó, chắc chắn rằng điều trải nghiệm đó khiến cậu ta trở thành một người yêu thiên nhiên khi cậu già dặn hơn.

## Hỗ trợ của người lớn
- Tấm gương huynh trưởng. Một phần quan trọng của giáo dục Hướng đạo là tấm gương cá nhân của huynh trưởng. Hướng đạo sinh cảm kích huynh trưởng vì tuổi tác, kiến thức và vì vị trí là một huynh trưởng. Nếu người huynh trưởng này nổi bật, ông ta sẽ là một mục tiêu hấp dẫn mà Hướng đạo sinh muốn đạt được và vì vậy Hướng đạo sinh sẽ noi theo mẫu người của ông ta. Huynh trưởng Hướng đạo sống theo Luật Hướng đạo sẽ có nhiều tầm ảnh hưởng hơn là nói về nó. Trong mắt của các cậu, những gì một người "làm" đáng giá hơn nhiều so với những gì người đó "nói"[[2] 4, 38].
- Dẫn dắt. Sự tự trị của các trẻ em nam cũng thay đổi vai trò của huynh trưởng: "Tôi đã quy định rằng vị trí của Huynh trưởng Hướng đạo không phải là vị trí của một hiệu trưởng và cũng không phải là của một sĩ quan chỉ huy, nhưng đúng hơn là một người anh trong các trẻ, cá nhân mà nói thì không tách rời và không trên họ, có thể gây cảm hứng cho các nỗ lực của họ và đề nghị các lần giải lao khi cảm thấy sự hào hứng của một sự kiện hiện tại nào đó đang giảm sút"[3]. Huynh trưởng Hướng đạo không nên điều kiển, mà chỉ nên hướng dẫn (và chú ý đến vấn đề an toàn cho các em).

## Tóm lại
Luật Hướng đạo gồm các giá trị hỗn hợp của phong trào Hướng đạo trên toàn thế giới kết chặt tất cả các Hướng đạo sinh lại với nhau. Điểm nhấn mạnh về "học tập bằng thực hành" mang đến các kinh nghiệm và trao tay phương hướng như một phương pháp thực tiễn để học tập và xây dựng tự tin. Các nhóm nhỏ xây dựng sự đoàn kết và bầu không khí anh em để phát triển trách nhiệm, đức tính, tự tín nhiệm và tự tin, tin cậy, và sư sẵn sàng mà dần dần mang đến những giúp ích cho hợp tác và làm lãnh đạo. Một chương trình hoạt động đa dạng hấp dẫn mở rộng chân trời của một Hướng dạo sinh và làm cho Hướng đạo sinh càng thêm gắn bó với nhóm của mình hơn. Các hoạt động và trò chơi phát triển kỹ năng khéo léo và cung cấp một cách vui chơi để phát triển các kỹ năng. Trong một bối cảnh ngoài trời, các điều nói ở trên cho Hướng đạo sinh tiếp xúc với thiên nhiên và môi trường.

## Các từ tiếng Anh thông dụng
- Merit Badge: bằng chuyên môn, chuyên hiệu
- Class Badge: đẳng hiệu, cấp hiệu, phù hiệu đẳng cấp